# Umsetzung
Umsetzung ist in Deutschland die Übertragung eines anderen Dienstpostens an Beamte innerhalb derselben Behörde. Sie ist eine innerdienstliche Weisung und ohne gesetzliche Voraussetzungen und ohne Zustimmung des Beamten zulässig. Die Umsetzung kann mit einem Wechsel des Dienstortes verbunden sein.

## Allgemeines
Mit der Umsetzung wird ein anderes Amt im konkret-funktionellen Sinne übertragen. Der durch die Umsetzung übertragene Dienstposten muss nach seiner Wertigkeit dem Amt im statusrechtlichen Sinne zugeordnet sein. Das Amt im statusrechtlichen Sinne und das Amt im abstrakt-funktionellen Sinne bleiben durch eine Umsetzung unberührt. Eine spezielle gesetzliche Grundlage für Umsetzungen ist auch dann nicht erforderlich, wenn sie mit einem Wechsel des Dienstortes verbunden sind. Als innerdienstliche Weisung hat der Beamte kraft seiner Gehorsamspflicht (§ 62 Abs. 1 S. 2 BBG) der Umsetzung Folge zu leisten.

## Zweck
Als innerbehördliche Organisationsmaßnahme dient die Umsetzung der Sicherung, Erleichterung oder Verbesserung der Aufgabenerledigung der Behörde. Ein sachlicher Grund liegt auch dann vor, wenn die Aufgabenerledigung auf dem bisherigen Dienstposten durch den Amtswalter nicht in ausreichendem Maße gewährleistet und der Dienstbetrieb dadurch beeinträchtigt ist. Mangelnde Bewährung auf einem Dienstposten bildet grundsätzlich einen sachlichen Grund für die Umsetzung.

## Rechtsnatur
Die Umsetzung ist mangels einer Rechtswirkung nach außen kein Verwaltungsakt. Sie ist in Ausübung der Organisationsgewalt des Dienstherrn an den Beamten in seiner amtlichen Funktion gerichtet ist. Auch wenn die Umsetzung als behördeninterne Maßnahme kein Verwaltungsakt ist, kann sie dennoch Beamte in ihrer individuellen Rechtssphäre verletzen. Private Belange von Beamten können z. B. aus dem von Art. 6 GG geschützten Bereich von Ehe und Familie oder auch die mit einem Wechsel des Dienstorts verbundenen Belastungen nach dem Grundsatz der Verhältnismäßigkeit zu berücksichtigen sein. 

## Ermessen
Die Umsetzung liegt im pflichtgemäßen Ermessen des Dienstherrn, der die zugrunde liegenden dienstlichen Belange mit den Folgen für den beruflichen Werdegang und die private Lebensführung des Betroffenen abwägen muss. Dieses Ermessen ist weit; es umfasst jeden sachlichen Grund. Es wird allerdings begrenzt durch die Forderung, dem Beamten eine amtsangemessene Beschäftigung zuzuweisen, durch Gesichtspunkte der Fürsorge oder durch eine etwaige Zusicherung. Daneben sind die Belange des Betroffenen nach dem Grundsatz der Verhältnismäßigkeit zu berücksichtigen. Anders als bei der Beförderung, bei der auch das Interesse des Beamten an seiner beruflichen Entwicklung zu berücksichtigen ist, ist eine Umsetzung auch dann zulässig, wenn der Beamte dadurch an Ansehen, Aufstiegsmöglichkeit, Mitarbeiterzahl usw. Einbußen erleidet. Beamte haben keinen Anspruch auf unveränderte und ungeschmälerte Ausübung des ihnen übertragenen Dienstpostens.
Die Umsetzung ist ermessensfehlerhaft, wenn sie auf sachwidrigen Gründen oder einer unzureichenden Abwägung betroffener Belange beruht. Die pflichtgemäße Ausübung von Ermessen erfordert aber eine gleichmäßig geübte Verwaltungspraxis der Reaktion auf Verletzungen dienstlicher Pflichten, die sowohl der Bedeutung der verletzten Pflicht als auch den konkreten Umständen des jeweiligen Einzelfalles ausgewogen Rechnung trägt.

## Rechtsbehelf
Insoweit steht den Beamten Rechtsweg offen und ist die Umsetzung gerichtlich auf Ermessensfehlgebrauch hin überprüfbar. Insbesondere ist zu prüfen, ob der Dienstherr bei seiner Entscheidung die sein Ermessen einschränkenden Rechtsgrundsätze beachtet und ob er die Gründe, die der Umsetzung zugrunde liegen, nicht nur vorgeschoben hat, um die in Wahrheit auf anderen Beweggründen beruhende Entscheidung zu rechtfertigen (§ 114 VwGO). Gegen eine Umsetzung ist Widerspruch und allgemeine Leistungsklage statthaft, die keine aufschiebende Wirkung haben. Zulässigkeitsvoraussetzung für die Klage ist ein besonderes Rechtsschutzinteresse (§ 42 Abs. 2 VwGO). Im Wege einer einstweiligen Anordnung kann der betroffene Beamte beantragen, dass die Umsetzung vorläufig unterbleibt oder dass sie wieder rückgängig gemacht wird (§ 123 Abs. 1 VwGO). Voraussetzung für einen erfolgreichen Antrag auf einstweilige Anordnung ist, dass die Umsetzungsverfügung bereits bei summarischer Prüfung offensichtlich ermessensfehlerhaft ist und der Vollzug zu unzumutbaren und nicht wiedergutzumachenden Nachteilen führen würde.

## Arbeitnehmer im öffentlichen Dienst
Bei Arbeitnehmern im öffentlichen Dienst (Tarifbeschäftigten) ist die Umsetzung die Übertragung eines anderen, gleich bewerteten Arbeitsplatzes innerhalb derselben Dienststelle. Der bisherige Aufgabenbereich des Arbeitnehmers kann sich dabei in wesentlichen Punkten ändern.  Unter Umsetzung wird sowohl der Wechsel des Arbeitsortes innerhalb des Betriebs oder der Dienststelle verstanden, als auch die Übertragung eines anderen Aufgabenbereichs, der mit gewissen Änderungen verbunden ist, die nicht ganz unerheblich sind. Soweit sich das Gesamtbild der Tätigkeit des Arbeitnehmers nicht ändert, kann die Umsetzung einseitig vom Arbeitgeber im Rahmen seines Direktionsrechts durchgesetzt werden. Grundsätzlich hat der Arbeitnehmer keinen Anspruch auf einen wohnortnahen Arbeitsplatz. Der Arbeitgeber kann Inhalt, Ort und Zeit der Arbeitsleistung nach billigem Ermessen näher bestimmen, soweit diese Arbeitsbedingungen nicht durch den Arbeitsvertrag, Bestimmungen einer Betriebsvereinbarung, eines anwendbaren Tarifvertrags oder gesetzliche Vorschriften festgelegt sind (§ 106 S. 1 GewO). Der Begriff Umsetzung wird im Tarifvertrag für den öffentlichen Dienst, Tarifvertrag für den öffentlichen Dienst der Länder und im Tarifvertrag für den öffentlichen Dienst des Landes Hessen nicht verwendet. Bestehen Spannungen unter den Arbeitnehmern, kann der Arbeitgeber einen Arbeitnehmer umsetzen, ohne dass er gehalten ist, anstelle einer Umsetzung eine Abmahnung auszusprechen.

## Mitbestimmung des Personalrats
Der Personalrat hat in Personalangelegenheiten der Beamten und Arbeitnehmer des Bundes bei Umsetzung innerhalb der Dienststelle, wenn sie mit einem Wechsel des Dienstortes verbunden ist und der neue Dienstort sich außerhalb des Einzugsgebietes im Sinne des Umzugskostenrechts befindet, mitzubestimmen (§ 78  Abs. 1 Nr. 6 BPersVG).

## Beispiele
Das Auswärtige Amt ist eine Einheitsbehörde. Beamte des Auswärtigen Dienstes werden nicht zu den deutschen Auslandsvertretungen versetzt, sondern umgesetzt.
Der Bundesnachrichtendienst (BND) ist in verwaltungsorganisatorischer und beamtenrechtlicher Hinsicht als eine einheitliche Dienststelle anzusehen.  Daher stellen Maßnahmen, bei denen ein Beamter seine Tätigkeit für den BND an einem anderen Ort und auf einem anderen Dienstposten auszuführen hat, keine Versetzung, sondern eine Umsetzung dar.

## Abgrenzungen
Die Versetzung ist im Gegensatz zur Umsetzung die Übertragung eines Dienstpostens bei einer anderen Dienststelle (§ 28 BBG; § 15 BeamtStG). Eine Abordnung ist die vorübergehende, ganz oder teilweise Übertragung einer Tätigkeit bei einer anderen Dienststelle desselben oder eines anderen Dienstherrn unter Beibehaltung der Zugehörigkeit zur bisherigen Dienststelle (§ 27 Abs. 1 BBG; § 14 Abs. 1 BeamtStG). Die Zuweisung entspricht der Abordnung zu einer öffentlichen Einrichtung ohne Dienstherrnfähigkeit oder bei einer anderen Einrichtung (§ 29 BBG; § 20 BeamtStG).
Im Geltungsbereich des Betriebsverfassungsgesetzes (BetrVG), also nicht in Verwaltungen und Betriebe des Bundes, der Länder, der Gemeinden und sonstiger Körperschaften, Anstalten und Stiftungen des öffentlichen Rechts (§ 130 BetrVG), gelten Umsetzungen im tariflichen Sinne betriebsverfassungsrechtlich als Versetzung im Sinne des § 95 Abs. 3 BetrVG, ebenso Abordnungen.

## Soldaten
Bei Soldaten entspricht die Umsetzung dem Dienstpostenwechsel, sofern der neue Dienstposten am gleichen Dienstort (politische Gemeinde) wie der alte ist und die Dienststelle (Einheitsebene, z. B. Kompanie) gleich bleibt.